# Regimento de Cavalaria N.º 3
O Regimento de Cavalaria N.º 3 (RC3) MHA • MHL, conhecido por Dragões de Olivença, é uma unidade da Estrutura Base do Exército, do Exército Português aquartelada em Estremoz. Actualmente a unidade tem como encargo operacional a organização, treino e manutenção do Esquadrão de Reconhecimento da Brigada de Reacção Rápida.

## Organização
O Regimento de Cavalaria N.º 3 é composto por:
- Comando e Estado-Maior
- Esquadrão de Comando e Serviços
- Agrupamento ISTAR
  - Esquadrão de Reconhecimento
  - Pelotão HUMINT

## História

### Século XVIII
1707 - Fundação da unidade, em Olivença, com a denominação de Regimento de Cavalaria Ligeira de Olivença, incluindo 12 companhias de 40 cavalos cada;
1742 - O Regimento de Cavalaria Ligeira é transformado em Regimento de Dragões de Olivença;
1762 - Os Dragões de Olivença participam na Guerra Fantástica contra os invasores franco-espanhóis;
1764 - Pela nova organização da Cavalaria deixa de haver distinção entre a cavalaria ligeira e os Dragões, passando a haver apenas regimentos homogéneos de cavalaria. Como consequência, o regimento de Olivença passa a denominar-se Regimento de Cavalaria de Olivença, mantendo no entanto o título não-oficial de Dragões de Olivença.

### Século XIX

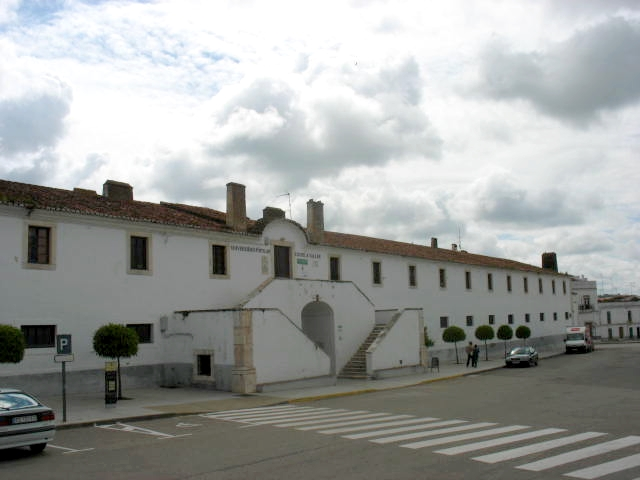
Antigo quartel do regimento em Olivença.

1801 - O Exército Espanhol invade o Alentejo e ocupa Olivença. O regimento abandona aquela cidade e muda-se para Moura, mais tarde para Beja e, depois, para Torres Novas. A cidade de Olivença mantém-se sob ocupação espanhola até hoje, apesar do Congresso de Viena, em 1815 ter reconhecido a soberania portuguesa.
1805 - O Regimento de Cavalaria de Olivença, aquartelado em Torres Novas, passa a designar-se Regimento de Cavalaria N.º 3;
1806-1812 - O regimento combate na Guerra Peninsular, participando em diversas batalhas e combates, a maior parte em Espanha;
1816-1875 - O regimento aquartela-se sucessivamente em Elvas, Castelo Branco, Torres Vedras e Vila Viçosa, até se sedear em Estremoz, onde ainda hoje se mantém;

### Século XX
1914-1918 - Por ocasião da Primeira Guerra Mundial, o regimento envia forças para Angola, Moçambique e França onde combatem os alemães;
1939 - O regimento deixa de ser uma unidade hipomóvel e passa a unidade blindada;
1959-1960 - O regimento envia forças blindadas para a Índia Portuguesa e para a Guiné com o objectivo de reforçar a segurança daqueles territórios;
1961-1975 - Por ocasião da Guerra do Ultramar o regimento mobiliza cerca de 42 000 homens, organizados em 2 esquadrões de reconhecimento, 42 batalhões e 17 companhias independentes de cavalaria, que combatem em Angola, Moçambique e Guiné Portuguesa;
1975 - A unidade passa a denominar-se Regimento de Cavalaria de Estremoz;
1993 - O regimento volta à denominação de RC3 e recebe o encargo de organizar e manter a subunidade de reconhecimento da Brigada Aerotransportada Independente;
1999 - O Regimento apronta e projecta o Esquadrão de Reconhecimento para o Kosovo, integrando a Força Nacional Destacada (FND) Agrupamento Bravo do Exército Português.

### Século XXI
2005 - O Regimento apronta e projecta o Esquadrão de Reconhecimento para o Kosovo, integrando o 3.º Batalhão Paraquedista do Exército Português.
2010 - O Regimento apronta e projecta o Esquadrão de Reconhecimento para o Kosovo, integrando o 1.º Batalhão Paraquedista do Exército Português.

## Missões recentes
O Regimento tem participado com militares nos seguintes territórios e respectivas missões:
| Afeganistão         | - International Security Assistance Force – ISAF                                                                                        |
| Angola              | - Missão de Observadores das Nações Unidas em Angola – MONUA - Missões de Cooperação Técnico Militar                                    |
| Cabo Verde          | - Missões de Cooperação Técnico Militar                                                                                                 |
| Líbano              | - United Nations Interim Force of Lebanon - UNIFIL                                                                                      |
| Marrocos            | - Mission des Nations Unies pour le Referendum dans le Sahara Occidental – MINURSO                                                      |
| Moçambique          | - Operação das Nações Unidas em Moçambique - ONUMOZ - Missões de Cooperação Técnico Militar                                             |
| São Tomé e Príncipe | - Missões de Cooperação Técnico Militar                                                                                                 |
| Timor-Leste         | - United Nations Transitional Administration in East Timor - UNTAET/PKF - United Nations Mission in Support of East Timor – UNMISET-PKF |

## Condecorações
- A 25 de Abril de 2000 foi feito Membro-Honorário da Ordem da Liberdade[1]
- A 21 de Maio de 2007 foi feito Membro-Honorário da Ordem Militar de Avis[1]